# Tycho (musiker)
Scott Hansen, född 7 februari 1977, även känd som Tycho, är en amerikansk musiker. Som fotograf och designer går han under namnet ISO50. Tycho har släppt fem album. 

## Diskografi

### Album
- Sunrise Projector (2004, Gammaphone Records)
- Past is Prologue (2006, Merck Records)
- Dive (2011, Ghostly International)
- Awake (2014, Ghostly International)
- Epoch (2016, Ghostly Interantional)